# Ortonormalitate
În algebra liniară, doi vectori dintr-un spațiu cu produs scalar sunt ortonormali dacă sunt ortogonali (au produsul scalar 0) și au amândoi lungimea unitară (norma fiecăruia este 1). O mulțime de vectori ortonormali doi câte doi (oricare doi vectori din mulțime sunt ortonormali) se numește mulțime ortonormală. O bază care formează o mulțime ortonormală se numește bază ortonormală.
De exemplu, baza standard din Spațiul euclidian de 3 dimensiuni {i,j,k} este ortonormală, deoarece i·j = 0, j·k = 0, k·i = 0 și fiecare dintre ei este un versor.
O mulțime de vectori poate fi transformată într-o mulțime ortonormală prin aplicarea procedeului Gram-Schmidt, și apoi prin normalizarea fiecărui vector. În cazul funcțiilor reale, se presupune de regulă produsul scalar L² deci două funcții {\displaystyle \phi (x)} și {\displaystyle \psi (x)} sunt ortonormale peste intervalul {\displaystyle [a,b]} dacă
{\displaystyle (1)\quad \langle \phi (x),\psi (x)\rangle =\int _{a}^{b}\phi (x)\psi (x)dx=0,\quad {\rm {and}}}
{\displaystyle (2)\quad ||\phi (x)||_{2}=||\psi (x)||_{2}=\left[\int _{a}^{b}|\phi (x)|^{2}dx\right]^{\frac {1}{2}}=\left[\int _{a}^{b}|\psi (x)|^{2}dx\right]^{\frac {1}{2}}=1.}
O formulare echivalentă a celor două condiții este dată de operatorul Kronecker. O mulțime de vectori (funcții, matrice, secvențe etc)
{\displaystyle \left\{u_{1},u_{2},...,u_{n},...\right\}}
formează o mulțime ortonormală dacă și numai dacă
{\displaystyle \forall n,m\ :\quad \left\langle u_{n}|u_{m}\right\rangle =\delta _{n,m}}
unde < | > este produs scalar definit peste spațiul vectorial.